# Moses Moser

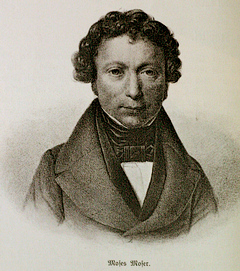
Moses Moser

Moses Moser (29. September 1797 in Lippehne – 15. August 1838 ebenda) war ein philanthropischer Bankier und Rabbiner sowie Vertrauter von Heinrich Heine seit dessen Studienzeit in Berlin.

## Leben
Moses Moser war Sohn des Kaufmanns Jaeckel Moses in Lippehne. Er arbeitete zunächst als Angestellter für den Berliner Bankier Moses Friedländer und wurde später Teilhaber seines Bankhauses Friedländer & Co. Nebenher hörte er historische wie auch philosophische Vorlesungen an der Universität zu Berlin, unter anderem bei Franz Bopp, Friedrich August Wolf und Georg Wilhelm Friedrich Hegel. Über die Universität fand er Kontakt zu Eduard Gans und Leopold Zunz, mit denen er gemeinsam im November 1819 den Verein für Cultur und Wissenschaft der Juden gründete, der die Zeitschrift für die Wissenschaft des Judentums herausgab. Der Verein bestand bis 1824 und Heinrich Heine bezeichnete Moser später rückschauend als die „Seele“ des Vereins. Die Mitglieder des Vereins hatten sich mit der Zeit in Anhänger der Assimilation durch christliche Taufe und Mitglieder, die am jüdischen Glauben festhielten, gespalten. Moser stand zum Judentum und blieb mit den Angehörigen dieses Flügels wie Zunz und Immanuel Wohlwill in engem Austausch. Ebenfalls im Jahr 1820 wurde Moser Mitglied der Gesellschaft der Freunde und war in den 1836 bis zu seinem Tod deren Vorsteher. Er war ein führender Vertreter der Haskala in Deutschland und starb bei einem Besuch in seiner Geburtsstadt.